# Spathius labdacus
Spathius labdacus är en stekelart som beskrevs av Nixon 1939. Spathius labdacus ingår i släktet Spathius och familjen bracksteklar. Inga underarter finns listade i Catalogue of Life.